# Susann Teneberg
Susann Teneberg, född 1 mars 1955, är en svensk professor i  medicinsk kemi och cellbiologi, särskilt glykobiologi, vid avdelningen för medicinsk kemi och cellbiologi vid Sahlgrenska akademin i Göteborg.
Tenebergs forskning handlar om struktur och funktion hos cellytans kolhydrater, med inriktning på dess roll som receptorer för bakterier och virus.
Teneberg disputerade 1996 på en avhandling med titeln On the recognition of glycosphingolipids by carbohydrate-binding proteins. Hon utnämndes till professor 2008 och har bidragit till publicering av en lång rad vetenskapliga artiklar.